# Municipio de Casner
El municipio de Casner (en inglés: Casner Township) es un municipio ubicado en el condado de Jefferson en el estado estadounidense de Illinois. En el año 2010 tenía una población de 1239 habitantes y una densidad poblacional de 13,28 personas por km².

## Geografía
El municipio de Casner se encuentra ubicado en las coordenadas 38°20′24″N 89°5′40″O / 38.34000, -89.09444. Según la Oficina del Censo de los Estados Unidos, el municipio tiene una superficie total de 93.28 km², de la cual 93,19 km² corresponden a tierra firme y (0,1 %) 0,09 km² es agua.

## Demografía
Según el censo de 2010, había 1239 personas residiendo en el municipio de Casner. La densidad de población era de 13,28 hab./km². De los 1239 habitantes, el municipio de Casner estaba compuesto por el 97,74 % blancos, el 0,73 % eran afroamericanos, el 0,32 % eran asiáticos, el 0,08 % eran de otras razas y el 1,13 % eran de una mezcla de razas. Del total de la población el 0,89 % eran hispanos o latinos de cualquier raza.